# Vejle
 For alternative betydninger, se Vejle (flertydig). (Se også artikler, som begynder med Vejle)
Vejle (udtalt [ˈvɑi̯lə]) er en fjordby i Sydjylland i det inderste af Vejle Fjord, hvor Vejle Ådal og Grejsdalen møder hinanden. Med sine 62.011 indbyggere  (2025) er byen Danmarks 9. største by. Vejle ligger i Vejle Kommune, som blev etableret ved kommunalreformen i 2007. I forbindelse med kommunalreformen blev Vejle hjemby for regionshuset for Region Syddanmark i kontorbygningerne for det tidligere Vejle Amt.
Bynavnet "Vejle" er afledt af det olddanske ord wæthel, som betyder vadested. Byen ligger nemlig ved et vådområde, som i vikingetiden kunne krydses ad Ravningbroen. Byen blev nævnt første gang i 1256, og de ældste kendte købstadsprivilegier blev udstedt af Kong Valdemar III den 16. august 1327 i Nyborg.
Arkæologiske udgravninger syd for Kirketorvet i det centrale Vejle har vist, at området har været bebygget omkring år 1100.[kilde mangler] Kongens borg, Castrum Wæthel, lå dengang, hvor Vejle Trafikcenter ligger i dag. Dominikanerordnens kloster lå i årene 1310 til 1531, hvor Vejle Rådhus ligger i dag. Vejle er første gang nævnt i 1256 i forbindelse med et stort kirkemøde i byen.[kilde mangler]
Fjordens stejle skrænter på begge sider af byen når de største højder omkring Munkebjerg, der er kendt som stedet, hvor bøgen ofte springer ud først og varsler forårets komme i Danmark.
Det centrale Vejle blev grundlagt omkring Vejle Å og Grejs Å, og gadenavne som Søndergade, Torvegade, Nørregade og Vestergade illustrerer ganske godt, hvordan Vejle har udviklet sig. I 1930'erne kom Dæmningen og Boulevarden til mod vest, og senere er byen vokset op over bakkerne med satellitbyerne Søndermarken, Mølholm og Vinding mod syd, Nørremarken og Uhrhøj mod nord og Bredballe mod øst.

## Etymologi
Vejle, hvis navn i middelalderen blev skrevet Wæthlæ, Wæthel, Wedel, hos Huitfeldt og andre steder Vedle, vistnok af "vejle", der oprindeligt betød en lavvandet fjord, man kunne vade over.

## Historie

### Oprindelse
Vejle er en gammel by, hvis oprindelse går langt tilbage i middelalderen, om den end, så vidt vides, først nævnes i midten af det 13. århundrede. I alt fald har der tidligt ligget to befæstede steder:
- Borgvold ved byens østlige side nord for åens udløb, som har tjent til at forsvare adgangen fra fjorden (Borgvold er vistnok identisk med Castrum Wethæl, som 1351 med tilliggende var pantsat til Ribe Bispestol; 1473 kaldes pladsen Borgvold, tilhørte klosteret og var udlagt til kålgårde), og

- Rosborg 2060 alen vest for Sønderbro til forsvar for ådalen;

Måske byen skylder disse to befæstninger sin oprindelse. Begge bankerne har været bebyggede og omgivne med volde og grave, men paa Danske. Atlas' tid var de oppløjede; resterne af Borgvold forsvandt ved jernbanens anlæg; i en gammel vise nævnes "det rige Rosborg"; 1406 kendtes Hr. Mogens Munk at have "de Slot og Fæste Rotsborgh, saa som er Koldinge og Rotsborgh med de Len, der nu tilligge, og med Koldinge By og Wætlæ".

### Middelalderen
Om byen selv har været befæstet og støttet sig til disse to befæstninger, forlyder der intet om. Dens tre porte, Sønderport, ved den senere Sønderbro, Nørre- og Vesterport, begge ved enden af Nørregade, eksisterede endnu til op i det 19. århundrede. Af andre broer nævnes Midtbro (mellem Torve- og Nørregade), Nørrebro (ved Svaneapotek), Stokbro (mod nord ved Vardevejen) og Gjeddebro noget vest for denne. Hvornår byen er blevent en købstad, vides ikke; de første kendte privilegier er givne den 16. august 1327 af kong Valdemar; senere er de blevet stadfæstet den 3. august 1355, 27. november 1442 og ofte senere, blandt andre af Christian IV 27. marts 1635, da byens arkiv var blevet ødelagt under krigen 1627-29.
Byen omtales flere gange i middelalderens / historie, således 1256, da ærkebisp Jakob Erlandsen fik den bekendte Vejlekonstitution vedtagen her på kirkemødet 6. marts; også i februar 1279 holdtes kirkemøde her af ærkebisp Thrugot Thorstensen. Byen er ofte bleven besøgt af kongerne. Erik Menved sluttede her i 1316 et forbund med sin søstersøn Johan af Werle, og 13. marts 1345 blev her indgået et forbund mellem Valdemar Atterdag og svogeren Hertug Valdemar; 22. januar 1523 modtog Christian II i Vejle den jyske adels opsigelsesbrev.
Af klostre havde byen kun et, Sortebrødreklosteret, indviet til Jomfru Maria, angives almindeligvis at være stiftet omkring 1227, men det må være meget yngre. Det nævnes hverken i en kapitelbog fra 2. halvdel af 13. århundrede, gældende for Dominikanerordenens provins Dacia, ej heller i en ved år 1300 forfattet liste over provinsens klostre. Det synes at være stiftet af drosten Laurens (Laurids) Jonsen. Dennes søn Peder Laurensen (Panter) fik på en sendefærd til Avignon i 1355 udvirket pavelige begunstigelser for klosteret i anledning af dets omdannelse fra træ- til stenbygning; 1478 indførtes i klosteret den strengere ordensregel, og 1505 optoges det i den såkaldte hollandske Kongregation. I øvrigt vides ikke meget om det. Det betænktes i testamenter 1456 og 1514. Sommeren 1529 overlod det til Mogens Gøye 2 gårde i Ure (Tørrild Herred) og Munkskov sammesteds. Kort efter ophævedes det, og munkene droge bort. Sidst i 1529 modtog Jens Hvas til Kaas på kongens vegne inventar og klenodier fra klosteret. Den 4. marts 1531 overdrog kongen bygningerne til borgerne, dog med forbehold af de klenodier og boskab, der endnu måtte findes i klosteret; ligeledes skulle der i det indrettes et hus, hvori kongen og dronningen under ophold i byen kunne bo. Fra overdragelsen undtoges også to humlegårde, teglgården m.m., hvilke byen dog fik 1535. Klosteret lå ved Rådhustorvet.
I et dokument fra 1526 nævnes en øde jord i Vejle, kaldet Korsbrødregaarden. Muligvis har der her tidligere stået en af et par johannitermunke beboet gård, som har tilhørt et af landets Johanniterklostre.

### Renæssancen
Ved begyndelsen af nyere tid ramtes byen af svære ulykker, navnlig ildebrande. I 1523 brændte "det meste af byen". 1530 var der en stor brand, hvorved rådhuset lagdes i aske. I 1546 gav kongen de brandlidte borgere frihed for skat og anden tynge i 3 år; ved brev af 10. november 1553 fik atter brandlidte borgere frihed for tynge mod, at de genopbyggede deres gårde, og 1595 brændte 37 gårde på Sønder- og Fiskergade samt Sønderports porthus.
I 1584 bortrev Pesten 500 Mennesker. Vel synes byen at være gået noget frem i Beg. af 17. Aarh.; men da kom Krigene, som slog den ned for lange Tider. Under kejserkrigen 1627-29 var den næsten hele tiden besat af de kejserlige tropper, som befæstede rådhuset og kirken og nedbrød eller brændte en mængde huse; da fjenden drog bort, var omtrent 200 huse ødelagte, hele gader lå øde, mange folk var flyttet fra byen, og de offentlige bygninger, især kirken og rådhuset, var i høj grad mishandlede: rådhusets tårn var til dels styrtet ned. Også i krigen 1644-45 havde den besøg af fjenden, som atter befæstede rådhuset og nedrev en del huse i dets nærhed; efter krigen var den endnu mere ødelagt end i 1629, idet "en Fjerdedel af Byen laa øde med det, der var ruineret i forrige Krig". I året 1654 truedes var byens eksistens alvorlig af den nyanlagte by Frederiksodde, idet kongen til gunst for den sidste ville forbyde al søhandel på Vejle, et forbud, som borgerne dog fik afværget. Så kom Svenskekrigen 1657-60, i hvilken den først blev okkuperet af de svenske, derpå af de allierede, som huserede om muligt endnu værre end fjenden, og tilstanden forværredes yderligere ved en pest i 1659, som bortrev en mængde mennesker. Efter fredslutningen var kun 29 bygninger beboede, de øvrige vare nedbrændte, ødelagte eller forladte og de fleste borgere flyttede ud på landet.
Næst efter handel har agerbrug været beboernes hovederhverv, og navnlig dyrkedes der i byen og dens omegn i tidligere tid en stor mængde humle; endnu 1682 var der i byen 95 humlehaver, uagtet en stor del var bleven ødelagt i det 17. århundredes krige, men i 2. halvdel af det 18. århundrede var humledyrkningen helt ophørt.

### Under enevælden
I 1672 var der 712 indbyggere, mens byen før krigen 1627 menes at have haft 1.300. Det varede længe, inden den begyndte at komme til kræfter, så meget mere som dens handel næsten helt var umuliggjort, idet dybet, hvori skibene skulle ligge, var tilsandet, og da nye ildebrande hærgede den; således brændte 1739 en del af den, og 23. april 1786 lagdes hele Nørregade, en god tredjedel af byen, i aske. I 1769 havde den 950 indbyggere, og 1793 var der i alt 169 gårde, altså færre end det antal, de kejserlige tropper havde ødelagt 1627-29.
I det 19. århundrede gik den imidlertid stærkt frem, især efter at den i 1820-erne havde fået sin havn. Havnen blev anlagt 1824-27; tidligere måtte skibene ankre omkring 1½ fjerdingvej fra byen i fjorden og losse og lade ved både.
I begge de slesvigske krige var Vejle besat af fjenden, uden at den dog tog synderlig skade; på sit tilbagetog leverede Olaf Rye en træfning ved byen 8. maj 1849, og efter en kamp mellem danskere og østrigerne uden for byen 8. marts 1864, blev den besat af de sidste og senere af preusserne.

### Den tidlige industrialisering
Vejles befolkning var stigende i slutningen af 1800-tallet og i begyndelsen af 1900-tallet: 3.300 i 1850, 4.164 i 1855, 4.920 i 1860, 6.092 i 1870, 7.145 i 1880, 9.015 i 1890, 14.592 i 1901, 16.212 i 1906 og 17.261 i 1911.
Af fabrikker og industrielle anlæg havde byen omkring år 1900: flere jernstøberier, deriblandt Hess’ Jærnstøberi (anlagt 1876, ca. 300 arbejdere), P. Jensen & Co. Jærnstøberi (oprettet 1862, ca. 20 arbejdere), og Vejle Jærnbyggeri og Maskinfabrik (et 1900 oprettet aktieselskab, aktiekapital 100.000 kr., ca. 20 arbejdere), Vejle Bolte- og Møtrikfabrik (et 1899 oprettet aktieselskab, aktiekapital 60.000 kr.), Vejle Bomuldsspinderier (et 1901 oprettet aktieselskab, aktiekapital 1½ mio. kr., dannet ved sammenslutning af 3 ældre selskaber, årlig produktion 4 mio. pd., ca. 500 arbejdere), M. Hansens mekaniske Væverier (omdannet til aktieselskab 1897, aktiekapital 70.000 kr., årlig produktion ca. 30.000 alen, ca. 30 arbejdere), Vejle Dampvæveri (oprettet 1890, et 1899 oprettet aktieselskab, aktiekapital 150.000 kr., årlig produktion til værdi ca. 600.000 kr., 137 arbejdere), flere bryggerier og brændevinsbrænderier, deriblandt Bryggeriet Vejle (oprettet 1858, hørende til aktieselskabet "Østjydske Bryggerier", 18 arbejdere), og Møhls Brændevinsbrænderi, flere maltgørerier. Vejle Damp- og Vandmølle (ca. 20 arbejdere), Steensens Margarinefabrik (oprettet 1889, årlig omsætning af 3 mio. kr., ca. 90 arbejdere), 2 mineralvandsfabrikker, 1 chokoladefabrik (aktieselskab), 1 parfume- og sæbefabrik, 1 cikorietørreri, flere cigar- og tobaksfabrikker, flere farverier, garverier, deriblandt Aktieselskabet Dansk Garve-Kompagni (oprettet 1898, aktiekapital 200.000 kr.), og Vejle Saalelæder-Fabrik (aktieselskab, oprettet 1889), og teglværker, deriblandt Bøgager Teglværk (et limit. selskab), 1 cement-tagstensfabrik, Vejle Amts Svineslagteri (et 1896 oprettet aktieselskab, aktiekapital 200.000 kr.), m. m., samt 5 bogtrykkerier.
I Vejle blev afholdt følgende markeder: hver onsdag fra 1. november indtil juli samt anden onsdag i hver måned med levende kreaturer, 1 i januar, 3 i februar og 3 i marts med heste, 2 i april, 1 i juni, 1 i september og 1 i oktober med heste og kreaturer. Torvedag var hver onsdag og lørdag.
I Vejle blev udgivet 4 aviser: "Vejle Amts Avis", "Vejle Amts Folkeblad", "Vejle Amts Dagblad" og "Vejle Socialdemokrat".
Befolkningens fordeling efter næringsveje i 1890: 722 levede af immateriel virksomhed, 4.069 af håndværk og Industri, 2.028 af handel og omsætning, 260 af jordbrug, 129 af søfart, 1.312 af forskellig daglejervirksomhed, 413 af deres midler, 80 nød almisse, og 2 sad i fængsel. Ifølge en opgørelse i 1906 var indbyggertallet 16.212, heraf ernærede 946 sig ved immateriel virksomhed, 471 ved landbrug, skovbrug og mejeridrift, 14 ved fiskeri, 9.699 ved håndværk og industri, 2.725 ved handel med mere, 1.026 ved samfærdsel, 727 var aftægtsfolk, 294 levede af offentlig understøttelse og 310 af anden eller uangiven virksomhed.

### Mellemkrigstiden
Gennem mellemkrigstiden var Vejles indbyggertal voksende: i 1916 19.597, i 1921 22.001, i 1925 22.453, i 1930 23.094, i 1935 24.354, i 1940 25.198 indbyggere. Men samtidig skete der en vækst i forstæderne Grejsdalen, Frederikshøj, Uhrhøj og Trædballe i Hover Kommune, Mølholm villaby, Vindingland og Eskholt og Sukkertoppen i Vinding Kommune og Trædballe i Skibet Kommune.
| År                  | 1916   | 1921   | 1925   | 1930   | 1935   | 1940   |
| ------------------- | ------ | ------ | ------ | ------ | ------ | ------ |
| Vejle købstad       | 19.597 | 22.001 | 22.453 | 23.094 | 24.354 | 25.198 |
| Grejsdalen          | (795)  | 958    | 1.097  | 1.318  | 1.380  | 1.368  |
| Frederikshøj        | -      | -      | -      | 116    | 113    | 127    |
| Uhrhøj              | -      | -      | -      | 536    | 643    | 722    |
| Trædballe           | -      | -      | -      | 30     | 24     | 18     |
| Mølholm villaby     | 547    | 569    | 580    | 741    | 1.110  | 1.321  |
| Vindingland         | -      | 255    | 415    | 641    | 572    | 470    |
| Eskholt             | -      | -      | -      | -      | 278    | 472    |
| Grejsdal Stationsby | (124)  | 184    | 236    | 299    | 324    | 357    |
| Trædballe (Skibet)  | -      | -      | -      | 265    | 466    | 528    |
| Vejle med forstæder | 20.144 | 23.967 | 24.781 | 27.040 | 29.264 | 30.581 |

Ved folketællingen i 1930 havde Vejle 23.094 indbyggere, heraf ernærede 1.410 sig ved immateriel virksomhed, 10.823 ved håndværk og industri, 3.888 ved handel mm, 1.987 ved samfærdsel, 514 ved landbrug, skovbrug og fiskeri, 1.775 ved husgerning, 2.381 var ude af erhverv og 316 havde ikke oplyst indkomstkilde.
| Næringsveje         | Landbrug m.v. | Håndværk, industri | Handel og omsætning | Transport | Immateriel virksomhed | Hus- gerning | Ude af erhverv | Uangivet | I alt  |
| ------------------- | ------------- | ------------------ | ------------------- | --------- | --------------------- | ------------ | -------------- | -------- | ------ |
| Vejle købstad       | 514           | 10.823             | 3.888               | 1.987     | 1.410                 | 1.775        | 2.381          | 316      | 23.094 |
| Frederikshøj        | 25            | 69                 | 6                   | 0         | 0                     | 8            | 8              | 0        | 116    |
| Trædballe (Hover)   | 0             | 17                 | 0                   | 1         | 1                     | 1            | 10             | 0        | 30     |
| Uhrhøj              | 17            | 350                | 39                  | 38        | 3                     | 11           | 72             | 6        | 536    |
| Grejsdalen (Hover)  | 38            | 842                | 134                 | 98        | 44                    | 47           | 101            | 19       | 1.318  |
| Grejsdal stationsby | 14            | 149                | 51                  | 18        | 7                     | 14           | 40             | 6        | 299    |
| Vindingland         | 111           | 323                | 54                  | 64        | 15                    | 27           | 43             | 4        | 641    |
| Mølholm Villaby     | 5             | 277                | 136                 | 88        | 74                    | 81           | 74             | 11       | 741    |
| Trædballe (Skibet)  | 24            | 147                | 16                  | 13        | 1                     | 17           | 46             | 1        | 265    |
| Vejle med forstæder | 748           | 12.997             | 4.324               | 2.307     | 1.555                 | 1.981        | 2.775          | 353      | 27.040 |

### Efterkrigstiden
Efter 2. verdenskrig fortsatte Vejle sin befolkningsvækst. I 1945 boede der 27.107 indbyggere i købstaden, i 1950 29.448 indbyggere, i 1955 30.758 indbyggere, i 1960 31.362 indbyggere og i 1965 32.021 indbyggere. Samtidig voksede forstæderne.
| År                  | 1945   | 1950   | 1955   | 1960   | 1965   |
| ------------------- | ------ | ------ | ------ | ------ | ------ |
| Vejle købstad       | 27.107 | 29.448 | 30.758 | 31.362 | 32.021 |
| Grejsdalen          | 1.506  | 1.637  | 1.693  | 1.821  | 1.821  |
| Frederikshøj        | 133    | 111    | *      | *      | *      |
| Uhrhøj              | 733    | 754    | 693    | 900    | 1.686  |
| Trædballe (Hover)   | 31     | 38     | 31     | 30     | 24     |
| Mølholm villaby     | 1.404  | 1.477  | 2.651  | 2.941  | 3.543  |
| Vindingland         | 594    | 596    | *      | *      | *      |
| Eskholt             | 482    | 620    | *      | *      | *      |
| Grejsdal stationsby | 354    | 400    | 416    | 494    | 505    |
| Bredballe Strand    | 789    | 879    | 1.092  | 1.400  | 2.007  |
| Trædballe (Skibet)  | 543    | 567    | 497    | 550    | 744    |
| Vejle med forstæder | 33.676 | 36.527 | 37.831 | 39.498 | 42.351 |

## Natur og geografi
Geografisk er Vejle beliggende i Trekantområdet i det sydøstlige Jylland og er naboby til Kolding, Fredericia og Horsens. Det centrale Vejle ligger på en holm af smeltevandssalt, der i istiden har formet en banke i midtbyen .
Vejle er bedst kendt for sine naturomgivelser med lange dalstrøg og stejle, skovbeklædte skrænter, der bl.a. betyder, at byen huser Danmarks eneste ægte serpentinervej, som snor sig op gennem skoven ved Munkebjerg på sydsiden af Vejle Fjord.
Vejle Ådal er Danmarks længste tunneldal, mens Grejsdalen er Danmarks største kløft. Begge munder de ud i Vejle Fjord, som forbinder Vejle med Lillebælt og Kattegat af søvejen.

### Bydele
Vejle består af bymidten og en række satellitbyer, der med tiden er vokset sammen og indlemmet i Vejle by. Søndermarken, Nørremarken og Grejsdalen er dog etableret som en udbygning af bymidten op over bakkerne.
- Vejle centrum
- Bredballe ligger øst for bymidten og nord for Vejle Fjord og er kendt som et velhaverområde. Gennemsnitsindkomsten er den højeste i Vestdanmark.
- Grejsdalen er den nordligste del af byen, og ligger i en lang, smal dal, der er formet af isen under den sidste istid
- Hover-Uhrhøj ligger vest for Grejsdalen
- Lille Grundet ligger nord for bymidten og i det nordvestlige hjørne af Nørremarken og er et relativt nyt boligområde
- Mølholm ligger mod sydøst
- Nørremarken ligger mod nordøst og huser bl.a. Nørreskoven med Vejle Stadion
- Store Grundet er etableret i starten af 2000 og ligger nord for Lille Grundet
- Vestbyen er den vestligste del af byen og indbefatter bl.a. Skibet, Trædballe og udsigtspunktet Himmelpind
- Vinding ligger mod sydøst i forlængelse af Mølholm. Rummer fodboldklubben "Vinding SF", som i år 2008 ved TV 2s fodboldgalla blev kåret som årets breddeklub.
- Søndermarken er den sydvestlige del af byen og er beliggende ud mod Vejle Ådal på jorde udstykket fra herregården Petersholm.

## Demografi
Historiske befolkningstal for Vejle by 
| År   | Folketal |
| ---- | -------- |
| 1672 | 712      |
| 1769 | 957      |
| 1787 | 843      |
| 1801 | 1.310    |
| 1834 | 2.409    |
| 1840 | 2.705    |
| 1845 | 2.943    |
| 1850 | 3.300    |
| 1855 | 4.164    |
| 1860 | 4.920    |
| 1870 | 6.092    |
| 1880 | 7.145    |
| 1890 | 9.015    |
| 1895 | 11.397   |
| 1896 | 12.147   |

| År   | Folketal |
| ---- | -------- |
| 1901 | 14.592   |
| 1906 | 17.268   |
| 1911 | 18.881   |
| 1916 | 20.144   |
| 1921 | 23.967   |
| 1925 | 24.781   |
| 1930 | 27.040   |
| 1935 | 29.264   |
| 1940 | 30.581   |
| 1945 | 33.676   |
| 1950 | 36.527   |
| 1955 | 37.831   |
| 1960 | 39.498   |
| 1965 | 42.351   |
| 1970 | 43.976   |

| År   | Folketal |
| ---- | -------- |
| 1976 | 42.175   |
| 1979 | 42.932   |
| 1981 | 43.300   |
| 1983 | 43.592   |
| 1985 | 43.867   |
| 1986 | 44.253   |
| 1988 | 44.988   |
| 1990 | 45.545   |
| 1992 | 46.074   |
| 1994 | 46.718   |
| 1996 | 47.374   |
| 1998 | 47.839   |
| 2000 | 47.930   |
| 2002 | 49.359   |
| 2004 | 49.917   |

| År   | Folketal |
| ---- | -------- |
| 2006 | 49.928   |
| 2008 | 50.213   |
| 2010 | 50.832   |
| 2012 | 51.804   |
| 2014 | 53.230   |
| 2016 | 54.862   |
| 2018 | 56.567   |
| 2020 | 57.655   |
| 2022 | 60.231   |
| 2023 | 61.310   |
| 2024 | 61.706   |
| 2025 | 62.011   |

## Økonomi
Vejle er det kulturelle og økonomiske centrum i Vejle Kommune og er som en del af vækstcentret Trekantområdet rig på industri, handel og servicefag. Historisk set har industrien været meget vigtig for byens udvikling, mens man i dag satser mere på handel og service samt vidensvirksomhed.

### Erhverv
Vejle var engang kendt som Danmarks Manchester , fordi De Danske Bomuldsspinderier i en periode havde omfattende aktiviteter i byen, hvor vandkraft er let tilgængelig. Vejle stod i første halvdel af det 20. århundrede som en mastodont inden for den danske tekstilindustri, og omkring 25 procent af arbejderne i byen var beskæftiget i branchen. På trods af problemer i industrien allerede i 50'erne og 60'erne overlevede den sidste bomuldsfabrik helt frem til 1993, hvor tekstileventyret sluttede. I dag bruges mange af de gamle fabrikslokaler til kunst og erhverv, mens andre fabrikker i de senere år er blevet ombygget til lejeboliger.
Senere opstod der nye erhvervseventyr i Vejle. Mange kender den tidligere tyggegummigigant Dandy, som i dag opkøbt af udenlandske investorer og har skiftet navn til Gumlink. Produktionen af medicinsk tyggegummi er imidlertid stadig ejet af vejlenseren, Holger Bagger Sørensen. Produktet bliver fremstillet på tyggegummifabrikken Fertin i Vejle 
Endelig har Tulip-slagterierne været en betydelig industriarbejdsplads i Vejle. Tulip har i dag lukket sin fabrik på havnen, men har fortsat en stor produktion i industriområdet i Vejle Nord.
I nutiden huser Vejle bl.a. en lang række IT-virksomheder, og beskrivelsen af byen som Danmarks Manchester er i folkemunde skiftet ud med Danmarks Silicon Valley. Nutidens it-virksomheder har imidlertid slet ikke samme betydning for byens udvikling og demografi, som tekstilindustrien tidligere havde.
Fordi Vejle Kommune er Danmarks 5. største kommune målt på indbyggertal og huser administrationskontor for Region Syddanmark, har byen også mange administrative arbejdspladser.
Børresens Bådebyggeri, der blev grundlagt af Albert og Børge Børresen i 1939, ligger i Vejle.

### Shopping
Vejle er kendt som en aktiv handelsby med et bredt og varieret udbud af både kædebutikker og specialbutikker. For at fastholde positionen som den førende handelsby i området, har Vejle Kommune renoveret og forlænget byens hovedstrøg og beriget bybilledet med ny kunst og arkitektur.
Kombineret med genåbningen af Mølleåen under Dæmningen og to nye shoppingcentre, Bryggen og Mary's, skal byudviklingen bidrage til at skabe en endnu mere attraktiv handelsby. Begge shoppingcentre ligger i det centrale Vejle, fordi man i byrådet har vedtaget at satse på at skabe en levende midtby. Af samme årsag har man etableret mange nye boliger i midten af Vejle.
Vejle er desuden kåret som Danmarks bedste handelsby i 2018-2020.

## Politik
Siden socialdemokraten Christian Jacobsen blev Vejles første folkevalgte borgmester i 1919 har byen politisk set været en højborg for Socialdemokraterne og fagbevægelsen. Den mest markante socialdemokratiske borgmester i byens historie har uden sammenligning været Willy Sørensen, der var borgmester i Vejle fra 1946 og frem til sin død i 1978 .
Imidlertid blev den socialdemokratiske "kongerække" brudt i 1993, hvor en politisk koalition mellem V, K, R og SF sikrede borgmesterposten til SF'eren Flemming Christensen, som sad i borgmesterstolen frem til 2005.
Ved kommunal- og regionsvalget i 2009 blev Arne Sigtenbjerggaard (V) valgt til borgmester i Vejle Kommune. Ved Sigtenbjerggaards overtagelse af borgmesterposten blev byens tidligere borgmester Leif Skov (S) udnævnt til viceborgmester..
Byrådet i Vejle Kommune har 31 medlemmer og holder møder på byens gamle rådhus i centrum af Vejle.
Af landskendte politikere har Vejle fostret statsminister Lars Løkke Rasmussen (V), tidligere miljøminister, skatteminister og undervisningsminister Troels Lund Poulsen, tidligere sundhedsminister og medlem af Europa-Parlamentet Torben Lund (S) samt tidligere trafikminister og transport- og energiminister Flemming Hansen (K) m.fl.

### Miljøpolitik
I Vejle sorterer man affaldet i sorte og grønne affaldsposer til restaffald og til organisk affald, der er let nedbrydeligt . Systemet har betegnelsen optisk sortering (en art kildesortering)  og trådte i kraft den 1. januar 2003. Systemet har været en integreret del af Vejle Kommunes miljøpolitik siden 1985, hvor byrådet vedtog at sikre en miljørigtig genanvendelse af byens affald .
Som en del af Vejles miljøprofil har Vejle Kommune endvidere igangsat en række naturprojekter. Det mest ambitiøse er genetableringen af Kongens Kær umiddelbart udenfor bygrænsen i Vejle Ådal, hvor åen igen snor sig efter at have været rettet ud til landsbrugsformål. Også etableringen af to nye badestrande, Albuen og Tirsbæk Strand, har været store projekter, som i dag trækker mange vejlensere ud til kysten mellem Vejle og Bredballe på sommerdage .

## Infrastruktur
Historisk set har Vejles udvikling været styret af byens centrale beliggenhed og fjorden, der har gjort det nemt at sejle varer ind og ud af byen. Desuden har byens talrige åer og vandløb, som tidligere skabte vandkraft til industrivirksomheder, sat sit præg på bybilledet. Vejles gågade er i dag beliggende, hvor de ældste veje flød, og gennem glasmontre i Torvegade kan man se den historiske handelsgade et par meter under det nuværende gadeforløb. Åerne udfordrer byens vandhåndtering.
Vejle er centralt placeret i Danmark og et trafikknudepunkt, hvorfor byen er hjemsted for landets første store transportcenter ved GateWay E45.
Fra Vejle Trafikcenter forbinder 9 bybuslinjer de forskellige bydele, ligesom der fra trafikcentret kan opnås forbindelser med bus og tog til hele landet. Vejle Station blev indviet i 1868 og er i dag en central station på det danske jernbanenet. Imidlertid er stationen en udfordring for dansk infrastruktur grundet et politisk et ønske om at kunne køre i tog mellem Odense og Aarhus på en time. Det kan komme til at betyde, at der skal bygges endnu en bro over Vejle Fjord.
Vejle Havn på dens nuværende placering blev indviet i 1827. I årene efter 2. verdenskrig voksede havnen til Danmarks næststørste efter Københavns Havn, og frem til 1932 sejlede de to fjorddampere "Hvidbjerg" og "Jeppe Jensen" (opkaldt efter havnens anlægger) mellem havnelejet og Munkebjerg, Tirsbæk, Ulbækhus og Fakkegrav.
I dag er Vejle Havn en økonomisk rentabel havn. Den største virksomhed på havnen er Lantmännen Mills, der har etableret en moderne mølle på Sydhavnen til en samlet pris af en halv milliard kroner. Den nordlige del af havnen er ved at blive udviklet til et park- og boligområde, der skal forbinde byen med fjorden ud til det arkitektoniske vartegn, Bølgen, som er Vestdanmarks dyreste boligprojekt gennem tiderne. I 2018 opførte Kirk Kapital sit hovedkvarter Fjordenhus placeret ude i havnebassinet, tegnet af Olafur Eliasson.
På luftfartsområdet er Vejle Kommune medejer af Danmarks næststørste lufthavn, Billund Lufthavn, godt 30 kilometer fra centrum, hvortil der jævnligt kører lufthavnsbusser fra Vejle Trafikcenter.

## Uddannelse
Vejle er hovedsæde for professionshøjskolen University College Lillebælt, der er en fusion af flere østjyske og fynske uddannelsesinstitutioner, hvor man kan uddanne sig til sygeplejerske. Samlet er der cirka 7.000 studerende og 700 medarbejdere ved University College Lillebælt.
I december 2023 meddelte Uddannelses- og Forskningsministeriet, at Syddansk Universitet er bevilget 20 mio. kr. til at forberede etableringen af IT-uddannelser i Vejle.

I Vejle er der også mulighed for at tage korte og mellemlange videregående uddannelser, da Vejle Handelsskole bl.a. udbyder uddannelser til logistikøkonom og datamatiker. Vejle Handelsskole tilbyder endvidere hg og hhx, mens Vejle Tekniske Skole står for håndværkeruddannelserne og htx på Vejle Tekniske Gymnasium.
Vejle har to almene gymnasier med sproglige, matematiske, naturvidenskabelige, kunstneriske og samfundsvidenskabelige linjer samt HF. Rødkilde Gymnasium ligger ud til Vejle Fjord, mens Rosborg Gymnasium og HF ligger i den vestlige del af byen ud til Vejle Ådal. VUC og Folkeuniversitet Vejle tilbyder forskellige kurser og fag i voksenundervisning. Inden for bygrænsen er der to højskoler: Vejle Idrætshøjskole og Skolen for Gastronomi, Musik & Design.
På grundskoleniveau har Vejle 11 almindelige folkeskoler, to friskoler og fire privatskoler (en Rudolf Steiner, en sekulær, to kristne heraf én katolsk), ligesom byen har to specialskoler for børn med særlige behov. Som noget unikt vejlensisk huser byen en særlig 10. klasses-uddannelse, ligesom byen siden 2008 har uddannet sportstalenter . Dette sker i eliteidrætsklasser på Nørremarksskolen samt på Vejle Handelsskole. Konceptet vil blive udbygget med nye uddannelser og muligheder i de kommende år .

## Kunst og Kultur
Komponisten Jacob Gade er uden sammenligning den kulturperson fra Vejle, der har opnået størst international berømmelse. Hans verdensberømte Jalousie, Tango Tsigane fra 1925 er en af de mest populære og mest spillede melodier, der nogensinde er komponeret . I Vejle kan man derfor finde gadenavne, navne på hoteller mv. opkaldt efter byens berømte søn. Operasangeren Per Bach Nissen er født i Vejle.
Fjordbyen har endvidere fostret forfatteren Ulrik Gräs, som er opvokset i Svendsgade i Vestbyen, digteren Harald Kidde, der boede i Havnegade, præsten og historikeren Anders Sørensen Vedel, forfatteren Karl Bjarnhof, lyrikeren Inger Christensen, billedkunstneren Albert Bertelsen og skuespillerinden Bodil Jørgensen m.fl. I en længere årrække har pianisten og komponisten Willy Stolarczyk som byens kulturchef sat standarden for Vejles kulturliv.
Vejle Kunstmuseum, som blev renoveret og udbygget i 2006, omfatter 'Wørzners Samling' med moderne dansk kunst, bl.a. mange COBRA-værker. Kernesamlingen er 'Eckarts Samling' på ca. 2000 tegninger og grafik, som Vejle Kunstmuseum modtog i 1899. Samlingen indeholder værker af kunsthistoriens mestre, bl.a. kobberstik af Albrecht Dürer og omkring 50 raderinger af Rembrandt.
Vejle Musikteater er byens centrum for musicals, stand up, teater og koncerter, ligesom Torvehallerne byder på mange musikalske og kulturelle arrangementer. Bygningen, der er placeret i den moderne arkade Mary's, arrangerer rock- og popkoncerter, og Vejle er desuden kendt for besøg fra mange internationale jazz-navne via jazz-klubben Jive.
Det tidligere industrikompleks, Spinderihallerne er i 2009 blevet renoveret til at danne fælles ramme om kunst, kultur og erhverv. Vejle Bymuseum ligger i dag i de gamle haller, hvor der bl.a. er en graffitimur, man lovligt kan male på. Ved indvielsen af Spinderihallerne i 2009 havde statsminister, Lars Løkke Rasmussen, spraydåsen med.
Kunsthal Vejle, Den Blå Automat, centralt placeret på Banegårdspladsen, har siden 2018 tilbudt dansk og international samtidskunst i små formater, hvor automatens tyve rum på 10x17,5x20 cm danner udgangspunktet. Kunsten er her tilgængelig døgnet rundet. Fra 2021 og fem år frem står Kunsthal Vejle bag fejring af bysbarnet, digteren Inger Christensen med udstillinger og kunstneriske interventioner i byen og landskabet omkring Vejle.
Vejle er hjemsted for flere teaterforeninger, bl.a. Vejle Musical Teater, Ungdommens Teater Vejle og Vejle AmatørScene.
Vejles kulturliv er desuden præget af mange cafeer, gallerier osv. med diverse kulturelle tilbud.
I 2018 fik byen den første restaurant med i Michelinguiden, da Restaurant MeMu modtog én stjerne.

### Sport og fritid
Byens traditionsrige fodboldklub, Vejle Boldklub, har hjemført fem danske mesterskaber og vundet Landspokalturneringen seks gange, hvilket er nok til, at begge pokaler har fast plads i klubhuset i Nørreskoven. Vejle Boldklub har fostret mange landsholdsspillere, heriblandt Allan Simonsen, der i 1977 som hidtil eneste dansker vandt prisen som Europas bedste fodboldspiller.
Vejle har desuden amerikansk fodbold-klubben Triangle Razorbacks.
Inden for de øvrige store sportsgrene i Danmark er Vejle traditionelt ikke højt repræsenteret. I 1991 blev Vejle Bredballe Håndbold Klub stiftet, som en fusion af to tidligere klubber,  og i 2002/2003 blev det til en enkelt sæson for herrerne i 1. division. Vejle Badminton Klub og Vejle Basketball Klub er heller ikke repræsenteret i toppen.
En stor del af Vejles indendørs sportsfaciliteter er samlet i DGI-huset Vejle, som ligger i den vestlige del af byen. Centret råder over fem haller samt en svømmehal, og der har været afholdt bl.a. EM i boksning, EM i kvindehåndbold og Danish Open i badminton. Det nye Vejle Stadion til byens fodboldklub blev indviet i foråret 2008.
Cykelløbet Post Danmark Rundt lægger traditionelt turen forbi Vejle, der er kendt som løbets kongeetape, hvor ryttene på en rundstrækning flere gange må kravle op af de stejle stigninger på bl.a. Kiddesvej. Løbet finder derfor ofte sin endelige vinder i Vejle.
3. etape af Tour de France 2022 havde start i Vejle den 3. juli.

## Turisme
Trædballehus nedbrændte i 1954, men var inden da et landskendt traktørsted, hvor spillemanden og kroværten Frederik Iversen (1864 – 1948) sammen med egnens musikere underholdt med egne valse og polkaer. De fik det store gennembrud, da Statsradiofonien fik øje på dem under opførelsen af den gamle Lillebæltsbro i 30'erne. Ikke langt fra Trædballehus ligger Himmelpind, der er et udsigtspunkt med en spændende historie.
Vejles ældste bygning, Sankt Nicolai Kirke fra midten af 1200-tallet, huser "Dronning Gunhilds" lig fra ca. 450 f.Kr.. Byens vartegn Vejle Mølle på toppen af skrænten mod Søndermarken, som står synlig for alt og alle, er også et besøg værd.
Skovene omkring Vejle byder på store naturoplevelser. Til højdepunkterne hører Vejle Ådal, Grejsdalen, Munkebjergskoven med de stejle skrænter og Dyrehaven med dådyr, sikahjorte og udsigt udover fjord og by. Desuden kan man i Nørreskoven færdes i trækronerne i den nyligt anlagte klatrepark Gorillapark.
Kongens Kær, i udkanten af Vejle, er et enestående vådområde med et rigt fugleliv med bl.a. vand- og vadefugle. Den sjældne havørn kommer også på besøg i de våde enge.
Det Gamle Arresthus, der er tilknyttet Vejle Rådhus, blev ombygget i 1984 og fik Vejle Prisen til fremme af byens forskønnelse.
Med sin livlige bymidte og mange gamle bygninger er Vejle en stor handelsby, ligesom udvikling af ny arkitektur, kunst og alternative byrum op gennem 90'erne har gjort byen til en seværdighed i sig selv. Vejle var således den første by i Danmark, der fik sin egen officiel arkitekturpolitik, der sætter standarden for byudviklingen.
Socialdemokraternes gamle højborg i Vejle, Bygningen, ligger i dag placeret under glas i det nye shoppingcenter Mary's og er indrettet med spisesteder, café og to scener til bl.a. jazzkoncerter. Økolariet er et gratis oplevelsescenter for både børn og voksne, der sætter fokus på økologi, genbrug, natur, byudvikling m.fl.
Desuden ligger flere store jyske seværdigheder tæt på Vejle som Lalandia, Givskud Zoo, Skulpturby Give, Legoland og den gamle kongeby Jelling med de to gravhøje og Danmarks dåbsattest Jellingstenene.
Turisme i Vejle og omegn bliver varetaget af VisitVejle.

## Venskabsbyer
Vejles venskabsbyer:
- Molde, Norge (siden 1947)
- Borås, Sverige (siden 1947)
- Mikkeli, Finland (siden 1947)
- Slesvig, Tyskland (siden 1977)
- Jelgava, Letland (siden 1993)

## Galleri
- Sankt Nikolaj Kirke
- Vor Frelsers Kirke
- Vejle Kunstmuseum
- Vejle Musikteater
- Bryggen i Vejle
- Den Gamle Guldsmedie
- Den Smidtske Gård
- Sønderbro
- Bølgen
- Fjordenhus

## Fodnoter
1. 1 2 3  Danmarks Statistik: Statistikbanken Tabel BY1: Folketal 1. januar efter byområde, alder og køn
2. ↑  Kommunen tæller de tidligere kommuner Børkop, Egtved, Jelling, Give og Vejle
3. ↑  Stednavnet (Webside ikke længere tilgængelig)
4. 1 2 3  J.P. Trap: Kongeriget Danmark; 3. Udgave 5. Bind : Aarhus, Vejle, Ringkjøbing, Ribe og Færø Amter samt Supplement og Stedregister; Kjøbenhavn 1904; s. 284
5. 1 2 3 4 5 6 7 8  J.P. Trap: Kongeriget Danmark; 3. Udgave 5. Bind : Aarhus, Vejle, Ringkjøbing, Ribe og Færø Amter samt Supplement og Stedregister; Kjøbenhavn 1904; s. 285
6. 1 2  J.P. Trap: Kongeriget Danmark; 3. Udgave 5. Bind : Aarhus, Vejle, Ringkjøbing, Ribe og Færø Amter samt Supplement og Stedregister; Kjøbenhavn 1904; s. 286
7. ↑  J.P. Trap: Kongeriget Danmark; 3. Udgave 5. Bind : Aarhus, Vejle, Ringkjøbing, Ribe og Færø Amter samt Supplement og Stedregister; Kjøbenhavn 1904; s. 283
8. ↑  Danmarks Statistik: Statistiske Meddelelser, 4. række, 37. bind: "Folkemængden 1. Februar 1911 i Kongeriget Danmark efter de vigtigste administrative Inddelinger; København 1911; s. 2f
9. 1 2 3  J.P. Trap: Kongeriget Danmark; 3. Udgave 5. Bind : Aarhus, Vejle, Ringkjøbing, Ribe og Færø Amter samt Supplement og Stedregister; Kjøbenhavn 1904; s. 282
10. ↑  J.P. Trap: Kongeriget Danmark; 3. Udgave 5. Bind : Aarhus, Vejle, Ringkjøbing, Ribe og Færø Amter samt Supplement og Stedregister; Kjøbenhavn 1904; s. 281
11. ↑  Danmarks Statistik: Statistiske Meddelelser, 4. række, 28. bind: "Befolkningens Erhvervsfordeling efter Folketællingen den 1. Februar 1906"; København 1908; s. 22
12. ↑  Danmarks Statistik: Statistiske Meddelelser, 4. række, 63. bind, 1 hæfte: "Folkemængden 1. Februar 1921 efter de vigtigste administrative Inddelinger"; København 1921; s. 68
13. ↑  Danmarks Statistik: Statistiske Meddelelser, 4. række, 76. bind, 1 hæfte: "Folkemængden 5. November 1925 efter de vigtigste administrative Inddelinger"; København 1927; s. 3
14. ↑  Danmarks Statistik: Statistiske Meddelelser, 4. række, 86. bind, 2 hæfte: "Folkemængden 5. November 1930 efter de vigtigste administrative Inddelinger"; København 1931; s. 171
15. ↑  Danmarks Statistik: Statistiske Meddelelser, 4. række, 101. bind, 1 hæfte: "Folkemængden 5. November 1935 efter de vigtigste administrative Inddelinger"; København 1936; s. 171
16. ↑  Danmarks Statistik: Statistiske Meddelelser, 4. række, 113. bind, 3 hæfte: "Folkemængden 5. November 1940 efter de vigtigste administrative Inddelinger"; København 1941; s. 121
17. ↑  Danmarks Statistik: Statistisk Tabelværk, 5. rk. litra A nr. 20: "Folketællingen i Kongeriget Danmark den 5. November 1930; København 1935; s. 145
18. ↑  Danmarks Statistik: Statistisk Tabelværk, 5. rk. litra A nr. 20: "Folketællingen i Kongeriget Danmark den 5. November 1930; København 1935; s. 143 (Vindingland, Mølholm villaby, Trædballe), s. 144 (Frederikshøj, Trædballe, Uhrhøj, Grejsdalen, Grejsdal stationsby) og 145 (Vejle)
19. ↑  Jensen, Jørgen Elsøe: Danmarks middelalderlige byplaner, 1994 ISBN 87-7838-003-0 s. 142
20. ↑  Byer, byhierarkier og byudvikling i Danmark 1550-1700, af Ole Degn
21. ↑  Danmarks Statistik - Befolkningsforholdene i Danmark i det 19. århundrede
22. ↑  Danmarks Statistik - Folketælling 1850
23. ↑  Danmarks Statistik - Komm. mandtal og folketællinger 1895-96
24. ↑  Danmarks Statistik - Danske byers folketal 1801-1981
25. ↑  Danmarks Statistik - Statistiske Efterr. - Byopgørelsen
26. ↑  Danmarks Statistik - Statistikbanken - Befolkningstal
27. 1 2  "De Danske Bomuldsspinderier". Kulturarvsstyrelsen. Arkiveret fra originalen 5. marts 2021. Hentet 21. maj 2008.
28. ↑  "Grejsdalen". Kulturarvsstyrelsen. Hentet 21. maj 2008. (Webside ikke længere tilgængelig)
29. ↑  Medicinsk tyggegummi på vej
30. ↑  "Om Vejle Gågade". Arkiveret fra originalen 20. september 2020. Hentet 2. december 2020.
31. ↑  Den socialdemokratisk by (Webside ikke længere tilgængelig)
32. ↑  "Vejle får ny borgmester". Arkiveret fra originalen 11. september 2012. Hentet 18. november 2009.
33. ↑  Affald og genbrug på vejle.dk Arkiveret 17. juli 2007 hos  Wayback Machine Besøgt 22. maj 2008.
34. ↑  envitec.dk Arkiveret 10. august 2007 hos  Wayback Machine Besøgt 22. maj 2008.
35. ↑  Hansen, Erik: Miljøprojekt nr. 208 – Vejles affaldssystem, 1992 ISBN 87-7810-020-8 s. 9
36. ↑  "Vejle Kommune – Vand- og naturprojekter". Arkiveret fra originalen 19. juli 2011. Hentet 12. august 2010.
37. ↑  jf. Zinglersen og Jürgensen: Vejles ældste gader, ISBN 87-87683-23-7 s. 10 og 15
38. ↑  Rasmussen, Julie; Johanne Jørgensen Horskjær; Kristina Højer Nørgaard (6. februar 2024). "Mere end et døgn med konstant regn ramte Syd- og Sønderjylland værst". TV Syd.
39. ↑  Jensen, Poul Ulrich: Byens plan – Vejles fysiske udvikling 1786-2007, ISBN 87-90086-10-4 s. 54-56
40. ↑  Alex Landex og Otto Anker Nielsen (november 2006). "6-by samarbejdet - om hurtigere tog mellem byerne" (PDF). Arkiveret fra originalen (PDF) 19. juli 2011. Hentet 26. oktober 2008.
41. ↑  Sandbeck, Thorkild: "Vejle Havn 175 år" i Vejlebogen 2002 ISBN 87-90086-29-5 s. 19-24
42. ↑  Jensen, Poul Ulrich: Byens plan – Vejles fysiske udvikling 1786-2007, ISBN 87-90086-10-4 s. 151
43. ↑  Jensen, Poul Ulrich: Byens plan – Vejles fysiske udvikling 1786-2007, ISBN 87-90086-10-4 s. 159
44. ↑  "Vejle Havns hjemmeside". Arkiveret fra originalen 12. juni 2008. Hentet 4. juli 2008.
45. ↑   Bølgen.dk
46. ↑  https://www.dr.dk/nyheder/seneste/universitet-paa-til-vejle
47. ↑  vlr.dk (Webside ikke længere tilgængelig) Besøgt 2. juni 2008
48. ↑  Information om Vejle Sportscollege Arkiveret 19. juli 2011 hos  Wayback Machine Besøgt 2. juni 2008
49. ↑  Jacob Gade: Tango Jalousie
50. ↑  "Ægtepar får første michelinstjerne: - Det er en livsstil for os". TV 2. 19. februar 2018. Hentet 19. februar 2018.
51. ↑  "Vejle Bredballe Håndbold Klub - Vejle Bredballe Håndbold Klub". Arkiveret fra originalen 15. april 2010. Hentet 27. oktober 2008.
52. ↑  "DGI-HUSET Vejle - Faciliteter". Hentet 27. oktober 2008.
53. ↑  "Fakta om Vejles venskabsbyer/". Arkiveret fra originalen 4. januar 2022. Hentet 4. januar 2022.